# Череватенко, Алексей Тихонович
Алексей Тихонович Череватенко (1914—1994) — участник Великой Отечественной войны, командир звена 6-й, затем 4-й эскадрилий 69-го истребительного авиационного полка (Отдельная Приморская армия), старший лейтенант. Герой Советского Союза.

## Биография
Родился 31 марта 1914 года в слободе Селивановская области Войска Донского, ныне Милютинского района Ростовской области, в многодетной крестьянской семье. Украинец.
После окончания школы работал в колхозе, затем уехал на учебу в строительное училище, стал каменщиком и строил дома в Каменске, Лисках, Ростове. Потом поступил в сельскохозяйственный институт, где окончил два курса.
В Красной Армии с 1935 года. По путёвке комсомола был направлен в Сталинградскую авиационную школу, которую успешно окончил в 1938 году. Служить начал в 6-й истребительной авиационной эскадрилье, базировавшейся в Ростове-на-Дону. С сентября 1939 года эскадрилья вошла в состав формирующегося в Одессе 69-го истребительного авиационного полка. После окончания курсов командиров звеньев был назначен командиром звена. К маю 1940 года его звено стало одним из лучших в полку. Член ВКП(б)/КПСС с 1940 года.
К сентябрю 1941 года старший лейтенант Череватенко в составе уже 4-й эскадрильи 69-го ИАП совершил 187 боевых вылетов, в 46 воздушных боях сбил лично 3 и в группе — 2 самолёта противника. Весной и летом 1942 года под Харьковом и Сталинградом. Был сбит немцами, выбросившись с парашютом попал под удар хвостового оперения своего самолёта, с тяжёлыми травмами попал в госпиталь. После госпиталя, в феврале 1943 года, он получил назначение на должность инспектора военно-учебных заведений ВВС Туркестанского военного округа. Там участвовал в подготовке лётных кадров для фронта.
С июля 1943 года Череватенко снова на фронте в должности инспектора по технике пилотирования 273-й истребительной дивизии. В этой должности он и закончил войну. Всего за период Великой Отечественной войны совершил 286 боевых вылетов, из которых 87 — на штурмовку, и участвовал в 68 воздушных боях, в которых сбил лично 7 и в группе с товарищами — 9 самолётов противника.
В послевоенные годы А. Т. Череватенко продолжал службу в ВВС Советской Армии. В 1955 году окончил Военно-воздушную академию. С 1957 года полковник Череватенко — в запасе. Жил в городе Ростове-на-Дону. Был директором учебного центра треста «Стройконструкция».
Умер 19 ноября 1994 года, похоронен в Ростове-на-Дону.

## Награды
- Указом Президиума Верховного Совета СССР от 10 февраля 1942 года старший лейтенант Череватенко Алексей Тихонович удостоен звания Героя Советского Союза с вручением ордена Ленина и медали «Золотая Звезда» (№ 985).
- Награждён тремя орденами Красного Знамени, двумя орденами Отечественной войны 1-й степени, орденами Отечественной войны 2-й степени, Красной Звезды, медалями.

## Память
- А. Т. Череватенко — автор мемуаров «Небо Одессы, 1941-й»[1].
- Одна из улиц станицы Селивановская носит имя Героя.
- Одна из улиц города-курорта Геленджик носит имя Героя.
- Мемориальная доска в память о Череватенко установлена Российским военно-историческим обществом на здании Селивановской средней школы, где он учился.
- Ежегодно в станице Селивановской в его честь проходит районное соревнование по футболу.